# Fernströmpriset
Fernströmspriset är ett samlingsnamn för svenska utmärkelser som Fernströmstiftelsen delar ut till medicinska forskare i Norden. Priset består dels av det stora priset (nordiska priset) som delas ut till en ledande nordisk forskare och dels av sex mindre priser till unga lovande forskare vid Sveriges medicinska fakulteter (svenska priset).
Priset delas ut av Fernströmstiftelsen som bildades 1978 av Eric K Fernström för att stimulera medicinsk forskning. Stiftelsen, som leds av Eric K Fernströms dotter Elisabeth Fernström, överlämnar priserna i samband med Forskningens dag på Lunds universitet i början av november varje år. Det stora priset är det viktigaste nordiska priset i medicin efter Nobelpriset.

## Fernströmstiftelsens Nordiska pris
- 1979 Anders Lundberg, Göteborg
- 1979 Mogens Schou, Århus
- 1980 Örjan Ouchterlony, Göteborg
- 1980 Carl-Bertil Laurell, Malmö
- 1981 Kari Cantell, Helsingfors
- 1982 Egil Gjone, Oslo
- 1983 Georg Klein och Eva Klein, Stockholm
- 1984 Peter Reichard, Stockholm
- 1985 Jens Skou, Århus
- 1986 Christian Crone, Köpenhamn
- 1987 Torsten Almén, Malmö
- 1988 Peter Perlmann, Stockholm
- 1989 Torvard Laurent, Uppsala
- 1990 Sten Grillner, Stockholm
- 1991 Inge Edler, Lund
- 1992 Jerker Porath, Uppsala
- 1993 Carl-Henric Heldin och Bengt Westmark, Uppsala
- 1994 Anders Bill, Uppsala
- 1995 Per Andersen, Oslo
- 1996 Johan Stenflo, Malmö
- 1997 Arne Holmgren, Stockholm
- 1998 Staffan Normark, Stockholm
- 1999 Keld Danø, Köpenhamn
- 2000 Hans G. Boman, Stockholm
- 2001 Bo Hellman och Claes Hellerström, Uppsala
- 2002 Birger Blombäck och Margareta Blombäck, Stockholm
- 2003 Lennart Philipson, Stockholm
- 2004 Jan Holmgren, Göteborg
- 2005 Kari Alitalo, Helsingfors
- 2006 Leena Peltonen, Helsingfors
- 2007 Felix Mitelman, Lund
- 2008 Edvard Moser och May-Britt Moser, Trondheim
- 2009 Jan-Åke Gustafsson
- 2010 Antti Vaheri
- 2011 Anders Björklund
- 2012 Peter Arner
- 2013 Leif Groop
- 2014 Per Brandtzæg, Oslo
- 2015 Jens Juul Holst, Köpenhamn
- 2016 Jiri Bartek och Jiri Lukas
- 2017 Jonas Frisén
- 2018 Maiken Nedergaard
- 2019 Søren Brunak
- 2020 – inget pris
- 2021 Christer Betsholtz
- 2022 – inget pris
- 2023 Harald Stenmark
- 2024 Kári Stefánsson

## Lilla Fernströmpriset
Lista över mottagare av Lilla Fernströmspriset i Göteborg (enligt GU:s hemsida).

- 1979 Karl-Anders Karlsson och Åke Hjalmarsson
- 1980 Annica Dahlström
- 1981 Jörgen Engel och Per Lundborg
- 1982 Lars Hamberger och Lars Rymo
- 1983 Per-Olof Jansson och Catharina Svanborg Edén
- 1984 Peter Thorén
- 1985 Håkan Ahlman och Kent Lundholm
- 1986 Olle Isaksson och Ulf Smith
- 1987 Bengt Gustafsson och Holger Wigström
- 1988 Bengt Rippe
- 1989 Göran Bondjers
- 1990 Sven-Olof Olofsson
- 1991 Ann-Marie Svennerholm och Christopher Gillberg
- 1992 Patrik Rorsman och Göran K Hansson
- 1993 Staffan Edén och Sven-Erik Ricksten
- 1994 Pam Fredman
- 1995 Christer Betsholtz
- 1996 Henrik Hagberg
- 1997 Kjell Olmarker
- 1998 Claes Ohlsson
- 1999 Jan Oscarsson
- 2000 Jan Borén
- 2001 Johan Wessberg
- 2002 Håkan Olausson
- 2003 Klas Blomgren
- 2004 Tommy Nilsson
- 2005 Milos Pekny
- 2006 Suzanne Dickson
- 2007 Anne Uv
- 2008 Martin Bergö
- 2009 Maria Falkenberg Gustafsson
- 2010 Fredrik Bäckhed
- 2011 Henrik Zetterberg
- 2012 Joakim Larsson
- 2013 Marie Lagerquist
- 2014 Mattias Lorentzon
- 2015 Jonas Nilsson
- 2016 Karolina Skibicka
- 2017 Elisabet Jerlhag Holm
- 2018 Erik Larsson Lekholm
- 2019 Marcus Lind
- 2020 (inställt på grund av pandemin)
- 2021 Anders Rosengren
- 2022 inget pris
- 2023 Anna Martner